# Всадник без головы (фильм, 1922)
«Всадник без головы» (англ. The Headless Horseman; США, 1922) — комедийный фильм режиссёра Эдварда Вентурини, экранизация книги Вашингтона Ирвинга «Легенда о Сонной Лощине». Премьера фильма состоялась 5 ноября 1922 года.

## Сюжет
Деревня Слипи-Холлоу (рус. Сонная Лощина) готовится к приезду из Нью-Йорка нового учителя, Икебода Крейна. Крейн уже наслышан о местной легенде, всаднике без головы, якобы ищущем свою голову, которую он потерял в бою. Едва успев приехать, Крейн начинает ухаживать за молодой богатой наследницей Катриной ван Тассел, чем приводит в ярость Абрахама ван Брунта, который ищет её руки. Крейн как учитель оказывается жёстким и узколобым, что также восстанавливает против него жителей деревни. Вскоре уже многие хотят, чтобы он исчез навсегда…

## В ролях
- Уилл Роджерс — Икабода Крейна
- Луис Мередит — Катрин Ван Тассель
- Бен Хендрикс мл. — Авраам Ван Брант
- Чарльз Грэхэм — Ганс Ван Риппер
- Мэри Фой — дама Мартлинг
- Бернард А. Рейнольд — Балтус Ван Тассел
- Даунинг Кларк — Домини Хеквелдер
- Джерри Девайн — Адриан Ван Риппер
- Джеймс Шеридан — Джетро Мартлинг
- Кей МакКосленд — Эльза Вандердонк
- Нэнси Чейз — Гретхен